# 네오스팀
네오스팀(Neosteam)은 스튜디오마르스에서 개발하고 한빛소프트에서 출시한 대규모 다중 사용자 온라인 롤플레잉 게임으로, 증기 기관만으로 문명이 발전한 미래의 세계를 다루는 스팀 펑크라는 세계관을 선보였다. 인간, 맹수, 엘프, 폼(난쟁이) 등의 종족들이 신비, 기술, 자연 3개 국가에서 벌이는 대립을 중심으로 하고 있으며 네오스팀을 이용해 문명과 기술을 발전시켜 나가는 국가시스템 및 국가간의 전투와 스킬 시스템을 특징으로 하고 있다.
현재 한국을 비롯한 중국, 일본, 대만에 서비스되고 있으며, 2008년 11월 홍콩, 마카오에 신규 론칭될 예정이다. 또한 2008년 1월 한국소프트웨어진흥원(KIPA)에서 주관하는 GSP(Global Service Platform)에 선정되었으며, 이를 토대로 2008년 5월부터 전 세계를 대상으로 한 글로벌 서비스를 시작하였다.